# Julius Klein (Historiker)
Julius Klein (* 1886 in San José, Kalifornien; † 15. Juni 1961 in Kalifornien) war ein US-amerikanischer Historiker und Wirtschaftsfachmann. Sein 1920 erschienenes Buch The Mesta: A Study in Spanish Economic History 1273–1836 war die erste umfassende Arbeit über die kastilische Mesta. Später wechselte Klein in das Handelsministerium der Vereinigten Staaten, wo er unter verschiedenen republikanischen Präsidenten zwischen 1917 und 1933 leitende Aufgaben wahrnahm. 

## Universitätslaufbahn
Klein begann seine Universitätsausbildung an der University of California, dort erwarb er 1908 den Master of Literature. Bereits zu Studienzeiten befasste er sich mit Geschichte und Wirtschaft Lateinamerikas. So verfasste Klein 1905 eine historische Studie über den Vertrag von Guadalupe Hidalgo, für die er den James Bryce-Preis erhielt. Die Berkeley University veröffentlichte diese Studie.
Julius Klein setzte seine Ausbildung an der Harvard University fort, die ihm mit zwei Stipendien einen längeren Studienaufenthalt in Spanien ermöglichte. Von 1912 bis 1914 arbeitete er in verschiedenen spanischen Archiven und Bibliotheken, sowie in London, Berlin und Paris. Klein war der erste Historiker, der sich intensiv mit dem damals fast vergessenen Archiv der Mesta befasste. Als Ergebnisse dieser Untersuchungen erschienen 1914 und 1915 zunächst zwei Artikel. 1915 reichte Klein seine Dissertation The Mesta: A Study in Spanish Economic History, 1273-1836 in Harvard ein. Für sie erhielt er den David A. Wells-Preis 1917–1918. Julius Klein wurde 1919 zum Assistenzprofessor für Geschichte und Wirtschaft Lateinamerikas an der Harvard University ernannt. Die erste Auflage von The Mesta erschien 1920, 1964 wurde das Buch nochmal aufgelegt. In spanischer Übersetzung erschien La Mesta 1936; 1979, 1981 und 1985 folgten weitere Auflagen der spanischen Fassung.

## Handelsministerium
Schon bevor Klein die Universität 1923 endgültig verließ, war er zeitweilig für das amerikanische Handelsministerium tätig. So war er zwischen 1917 und 1919 Leiter der Lateinamerika-Abteilung und von 1919 bis 1920 Handelsattaché in Buenos Aires. Als Mitglied der Republikanischen Partei war er von 1921 bis 1929 Direktor des Büros für Außen- und Binnenhandel und von 1929 bis 1933 Assistant Secretary of Commerce. Während seiner Zeit im Handelsministerium schrieb Klein einige Bücher über internationalen Handel. Auf der Titelseite des Time Magazine vom 16. Mai 1927 war ein Porträt Kleins abgebildet.
Nach der Wahl des Demokraten Franklin D. Roosevelt zum Präsidenten verließ Julius Klein das Handelsministerium. Als Mitbegründer des Beratungsunternehmens Klein and Saks, Inc. war er als Wirtschaftsberater tätig und leitete einige Handelsmissionen nach Lateinamerika.

## Bibliografie
- The Making Of The Treaty Of Guadalupe Hidalgo, On February 2, 1848.
- Los privilegios de la Mesta de 1273 y 1276. Boletín de la Real Academia de la Historia, LXIV, 1914, S. 202–219
- The Alcalde Entregador of the Mesta. Bulletin Hispanique, XVII, 1915, S. 85–154
- The Mesta: A Study in Spanish Economic History 1273–1836. Harvard University Press, 1920 (PDF-Datei; 16,88 MB)
- Frontiers of Trade. New York, 1929, The Century Co., mit einem Vorwort von Herbert C. Hoover